# Lamtar
Lamtar (em árabe: لمطار) é uma comuna localizada na província de Sidi Bel Abbès, Argélia. De acordo com o censo de 2008, a população total da cidade era de 7 530 habitantes.